# 火花街道 (徐州市)
火花街道，是中华人民共和国江苏省徐州市泉山区下辖的一个乡镇级行政单位。

## 行政区划
火花街道下辖以下地区：
自立社区、风景社区、火炬社区、新北社区、新南社区、卧牛村、火花村、史庄村和群英村。